# Szuszókfélék
A szuszókfélék (Steatornithidae) a lappantyúalakúak (Caprimulgiformes) rendjének egyik családja, melybe egyetlen élő faj, a zsírfecske (Steatornis caripensis) tartozik.